# 同仁堂
同仁堂（どうじんどう）
1. 熊本地盤の中小ドラッグストアチェーン。当項では同社について詳述する。

同仁堂（トンレンタン、どうじんどう）
1. 北京に本社を置く、中国の大手製薬会社。→ 同仁堂 (中国の製薬会社)

株式会社同仁堂（どうじんどう）は、熊本県熊本市に本部を置き、薬局薬店、ドラッグストアを展開する企業である。

## 概要
九州地盤で展開しているドラッグストアでは老舗の部類にあるといわれる（大正2年創業）。また、同社の運営する一部店舗では、各種化粧品も商品として取り扱っている。小型店舗の薬局薬店「同仁堂薬局」のほか、近年はスーパードラッグストアの「アットハーズ」、中型ドラッグストアの「ハーズ」を積極的に展開するようになっている。特にアットハーズは店舗面積が1000m2を超える巨大店舗であり、同社の旗艦店となっている。また福岡県福岡市中央区天神にあるイムズにも出店していたが、2012年7月14日をもって営業を終了した。

## グループ会社
- 株式会社同仁化学研究所（試薬の製造販売）
- 株式会社同仁グローカル（測量検査・環境測定分析）

## 店舗
熊本市を中心にドラッグストア関係7店舗、スタジオ1施設、飲食店1店舗がある。
- 同仁堂薬局（5店舗）…市街地に立地する小型店舗。
  - 上通店（熊本市中央区上通町）
  - 鶴屋薬品部（鶴屋百貨店内）
  - 嘉島店（熊本県上益城郡嘉島町大字上島字長池、イオンモール熊本1階）
- ドラッグストアアットハーズ[at hers]（2店舗）…郊外のロードサイドやショッピングモールに出店している大型店舗。300～400坪クラス。
  - 新外店（熊本市東区新外）
  - 小川店（熊本県宇城市小川町河江、イオンモール宇城イーストランド1階）
- スタジオ・ライフ（同仁堂上通ビル4階）